# Рижское городское художественное училище
Рижское городское художественное училище (латыш. Rīgas pilsētas mākslas skola) — образовательное учреждение, работавшее в городе Рига с 1906 до лета 1915 года. Изначально оно располагалось в одном из зданий Старой Риги, которое мало подходило для целей обучения, и часть занятий проходило в городском музее, поэтому, спустя какое-то время, училище перебралось в Яковлевские казармы, где находилось до закрытия.

## История
Основано в 1906 году на базе частной школы рисования и живописи, открытой художницей Элизой Юнг-Штиллинг в 1873 году. Училище работало под патронажем Министерства Императорского Двора и Петербургской Императорской Академии художеств. Готовило учителей рисования для общеобразовательных заведений и позволяла наиболее отличившимся выпускникам продолжить обучение в российских художественных академиях.
В Рижском городском художественном училище преподавались: рисунок, живописная техника (акварель и масло), черчение, декоративно-прикладное искусство, история искусств. Длительность обучения составляла четыре года. В разное время учителями работали такие известные живописцы как Я. Розенталь (1906—1914), Янис Тилберг (1911—1916) и Константин Рончевский (1912—1916). Пост директора занимали Герхард фон Розен (1906—1909) и Вильгельм Пурвитис (1909—1915). 
К 1913 году училище насчитывало 139 выпускников, среди них: Екаб Бине, Янис Циелавс, Александр Древиньш, Герман Гринберг, Екаб Казакс, Густав Клуцис, Эдуард Линдберг, Отомар Немме, Роман Сута, Валдемар Тоне, Конрад Убанс, Эрнест Вейландс.
В 1915 году при приближении к Риге линии фронта училище было закрыто и в дальнейшем занятия не возобновлялись.